# Route départementale 107 (Haut-Rhin)
Pour les articles homonymes, voir Route départementale 107.

La route départementale 107, ou D 107 68, est une route départementale française reliant Saint-Louis à Bâle en passant par Huningue. Son tracé initial a été modifié le 5 janvier 2009. Au niveau de la rue de l'Industrie, la route est déviée et se fait un chemin à travers un terrain de football et un parking. Un nouveau poste-frontière a donc dû être créé.